# Mournful Congregation
Mournful Congregation es una banda de funeral doom metal de Adelaide, Australia Meridional, fundada en 1993 y con integrantes de Chalice, Cauldron Black Ram y Esoteric .

## Historia

### Inicios (1993-2009)
En la década de 1990 lanzarían varios demos; el último de ellos relanzado como LP en 2002. Todos ellos están incluidos junto con el sencillo "The Epitome of Gods and Men Alike" en el CD doble The Dawning of Mournful Hymns. A esto le siguió el lanzamiento de otro siete pulgadas titulado A Slow March to the Burial. 2005 vería el lanzamiento de The Monad of Creation, aunque la mayor parte del material de este disco es mucho más antigua, pues se remonta hasta 1994. En 2009, la banda tocó en vivo por primera vez en sus quince años de existencia. Serían cuatro shows en su país natal, seguidos de otros 17 shows en toda Europa para promocionar su álbum The June Frost, lanzado ese año.

### Compilaciones yThe Book of Kings(2011-2018)
El grupo publicó un álbum recopilatorio, The Unspoken Hymns, en septiembre de 2011. Mathias Bloodaxe de VoltageMedia juzgó que tenía "algunas de las mejores composiciones de Mournful Congregation ... [el álbum] tiene como objetivo presentar una de las mejores bandas de Australia al público estadounidense. La compilación presenta canciones [y versiones de canciones] que antes solo estaban disponibles en vinilos limitados, agotados hace tiempo, y, siendo alguien que generalmente detesta las compilados de lo mejor de..., considero que este es un lanzamiento muy loable".
Su cuarto álbum de estudio, The Book of Kings, sobrevendría en noviembre de 2011 a través de Obsidian Records. Michael O'Brien de The Metal Forge calificó el álbum con un 9.5 sobre diez, aduciendo que tenían "un álbum maduro y condenadamente casi perfecto... [y] reafirmaron su lugar dentro del nivel más alto del doom, con el que es fácilmente su mejor y más maduro trabajo hasta la fecha". Ese año realizarían una gira por la Costa Oeste de Estados Unidos.
El quinto álbum de Mournful Congregation, The Incubus of Karma, fue lanzado el 23 de marzo de 2018.

## Discografía

### Demos
- Weeping (1994)
- An Epic Dream of Desire (1995)

### Álbumessplit
- Let There Be Doom... / The Epitome of Gods and Men Alike (2002, con Worship)
- A Slow March to the Burial (2004, con Stabat Mater )
- Ascent of the Flames / Descent of the Flames (2007, con Stone Wings)
- Four Burials (2008, con Otesanek, Loss y Orthodox)

### Álbumes de estudio
- Tears from a Grieving Heart (2002)
- The Monad of Creation (2005)
- The June Frost (2009)
- The Book of Kings (2011)
- The Incubus of Karma (2018)

- The Dawning of Mournful Hymns (2002)
- The Unspoken Hymns (20 de septiembre de 2011)[1]
- Weeping/An Epic Dream of Desire (2012)

### EP
- Concrescence of the Sophia (2014)
- The Exuviae of Gods, Part I (2022)
- The Exuviae of Gods, Part II (2023)

## Miembros

### Actuales
- Damon Good - voz, guitarra (1993-presente), bajo (1993-2000, 2000-2008)
- Justin Hartwig - guitarra (1999-presente)
- Ben Petch - guitarra, batería, voz (1993-1996), guitarra (2008-2011, 2017-presente)
- Ben Newsome - bajo (2008-presente)
- Tim Call - batería (2015-presente)

### Anteriores
- Adrian Bickle - batería (1997-2015)
- Stuart Prickett - guitarra en vivo (2011-2016)
- Sean Graetz - guitarra (2000)
- Mark Bodossian - bajo (2000)
- Denny Blake - batería (2003)